# San Gregorio Atlapulco
San Gregorio Atlapulco es uno de los pueblos originarios de la alcaldía Xochimilco en la Ciudad de México. El vocablo atlapulco significa "donde revolotea el agua" o "en las tierras del fango". La fundación del pueblo como San Gregorio Atlapulco fue poco después de la conquista Española en el año 1555. Su fiesta patronal es el 12 de marzo, día de la muerte de San Gregorio Magno, quien es un Santo, Doctor y Papa de la Iglesia Católica.

## Antecedente prehispánico

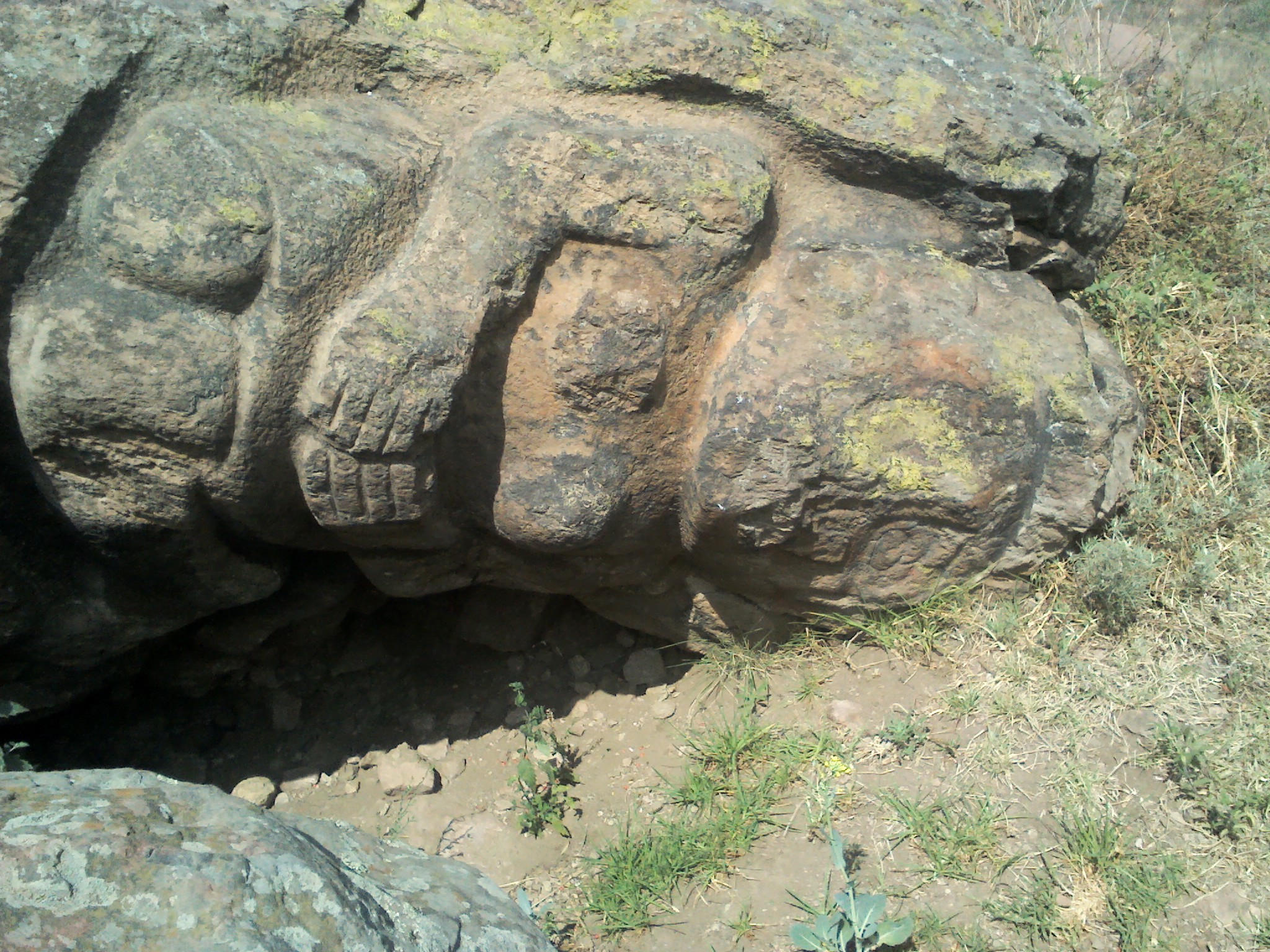
Posible representación de una diosa asociada a la fertilidad como son: Cihuacóatl (náhuatl: cihuacoatl, ‘mujer serpiente’; ‘cihuatl, mujer; coatl, serpiente’), Chicomecóatl (náhuatl: chicomecoatl, ‘siete serpiente’; ‘chicome, siete; coatl serpiente’), Ilamatecuhtli (náhuatl: ilamatecutli, 'anciana noble'; 'ilama: anciana; tecutli, noble') y Cihuateteo (náhuatl: cihuateteo, ‘mujeres diosas’; ‘cihuatl, mujer; teteo, dioses’).

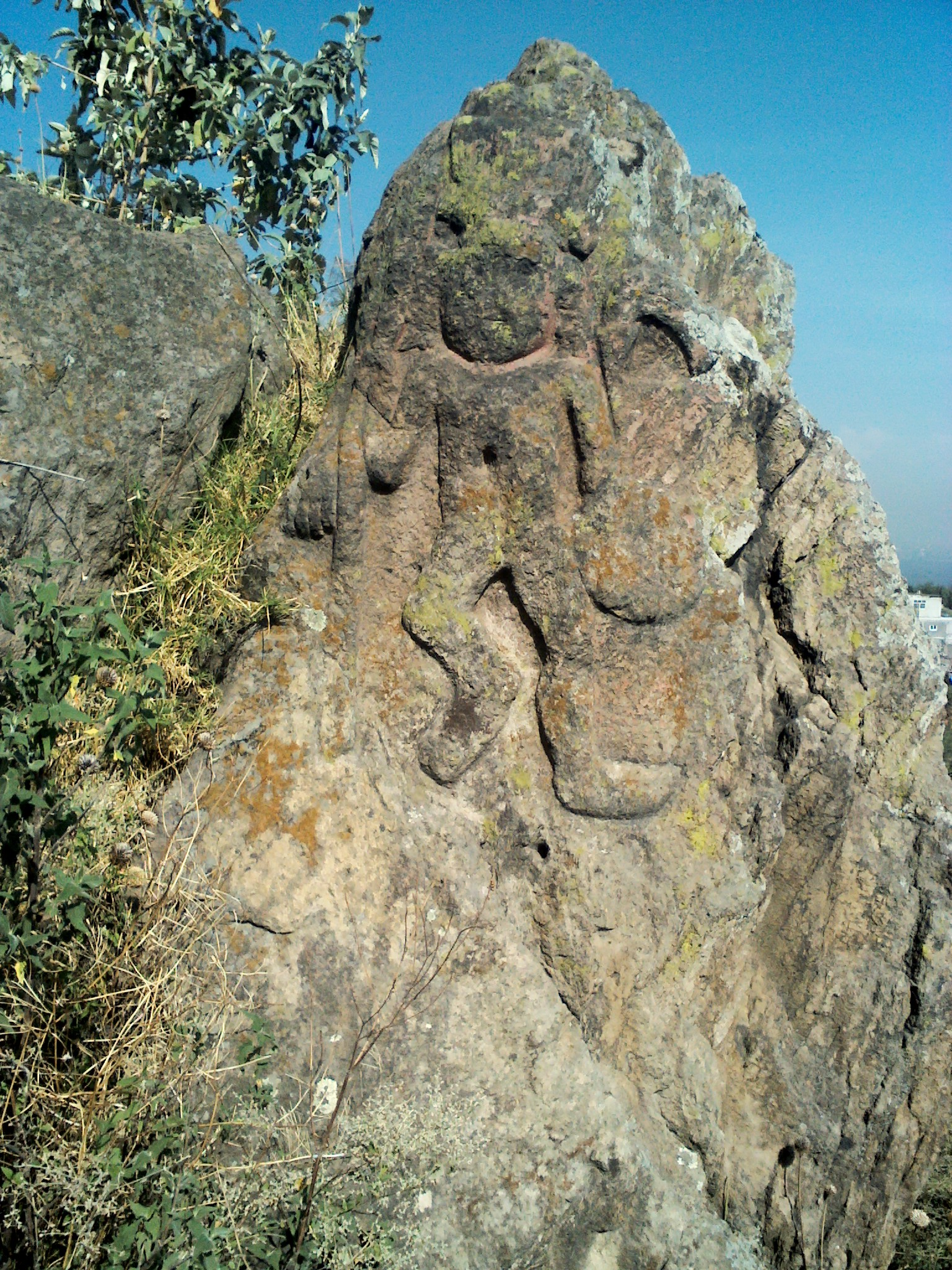
Posible representación dedicada al dios Xipe Tótec (náhuatl: xipetotec, ‘nuestro señor el desollado’‘xipe'ua, desollar, descortezar; to'ca, nosotros; tec'uhtli, señor’) Este comparado a una ilustración del códice Duran lamina 7Relieve ubicado justo abajo de las cruces del cerro de Texcolli en San Gregorio Atlapulco.

Atlapulco uno de los pueblos originarios de la delegación Xochimilco. La traducción del vocablo atlapulco es “donde revolotea el agua” o en “las tierras del fango". Los primeros habitantes fueron de origen Xochimilca en el período preclásico superior como resultado de la mezcla entre los grupos teotihuacanos y los migrantes chichimecas del siglo X se estableció el pueblo xochimilca en la ribera sur de los lagos del Anáhuac.
Atlapulco es un sitio muy importante por su producción de hortalizas y plantas medicinales, debido a su ubicación geográfica y el conocimiento ancestral en el uso y siembra de las chinampas, debido a esta situación fue conquistada varias veces por los mexicas. Su adhesión a la gran Tenochtitlán ocurrió en el año 1430 para el abasto de dichos productos y mano de obra. Fue tan importante para esta cultura que tenía sus propios tlacuilos (personas dedicadas a escribir y guardar los acontecimientos en la región). Un legado de estos personajes son los relieves ubicados en el cerro llamado Xilotepec, estos relieves se encuentran en la cima justo debajo de las cruces que vislumbran al pueblo. Actualmente les llaman “ La malinche” y “Juan Tamborilero” se encuentran en muy mal estado ya que han sufrido vandalismo y erosión, su estado de semidestrucción se debe a motivos religiosos en la época virreinal entre la religión impuesta y la resistencia indígena para que olvidaran a sus dioses.

## Glifo

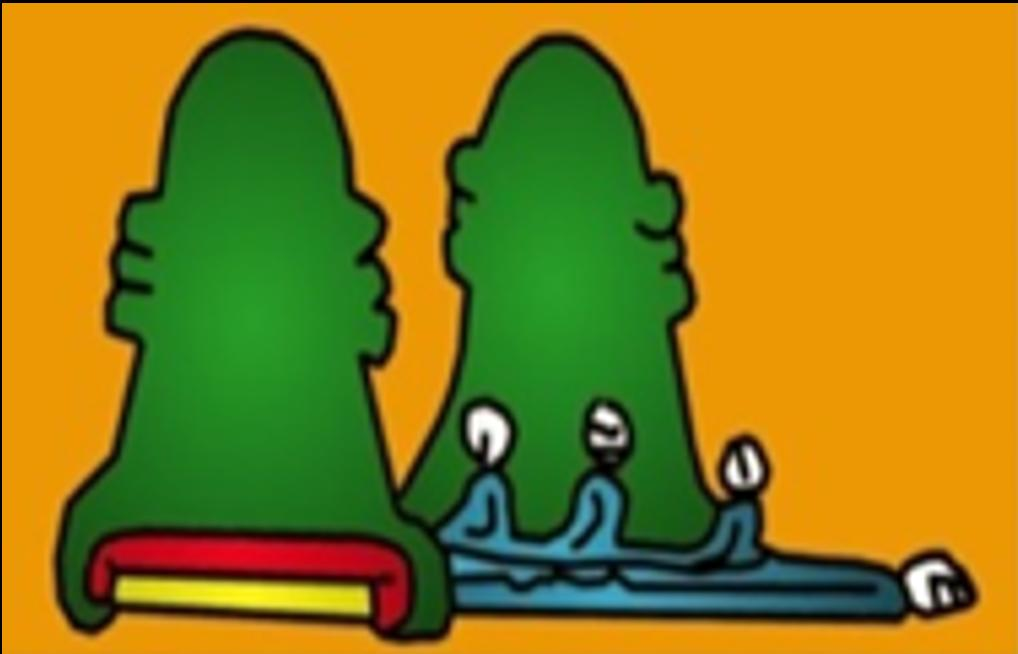
“Atlapulco” significa “donde revolotea el agua” o en “las tierras del fango”.

El glifo de atlapulco está plasmado en el códice Mendocino o Mendoza enviado a Carlos V por Antonio de Mendoza Virrey de la Nueva España que desempeño este cargo en los años 1535 a 1550 con el fin de dar informes sobre los mexicanos.

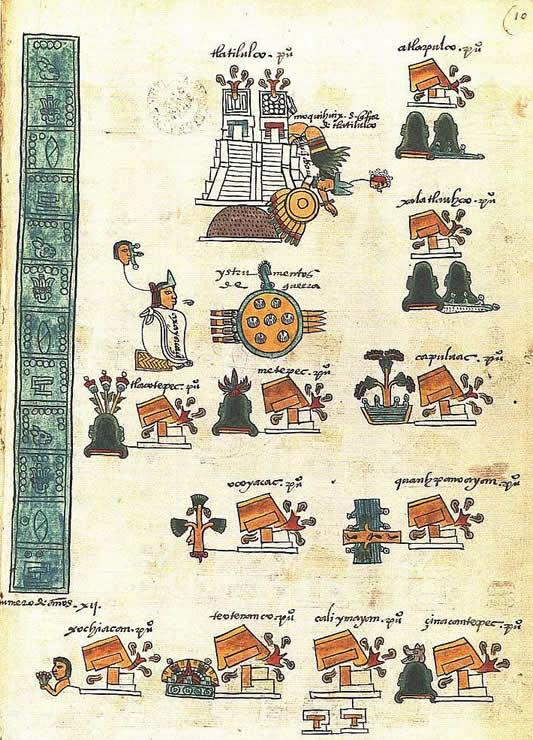
Códice Mendoza o Mendocino arriba a la derecha se aprecia el Glifo Atlapulco.

## Fundación colonial
La fundación del pueblo de San Gregorio Atlapulco sucedió poco después de la invasión y conquista Española en el año 1555. Su fiesta patronal es el 12 de marzo día de la muerte de San Gregorio Magno quien es un Santo, Doctor y Papa de la Iglesia Católica.
El hecho de que la fiesta sea el 12 de marzo ha sido vinculado rituales y fiestas prehispánicas en honor a Chicomecóatl (náhuatl: chicomecoatl, ‘siete serpiente’ ‘chicome, siete; coatl serpiente’) era la diosa mexica de la subsistencia, en especial del maíz, principal patrona de la vegetación y, por extensión, diosa también de la fertilidad. Esto según algunos estudiosos de la historia local como Roberto Páez y Jaime Tirso Pérez Venancio y en esta fecha hay danzas de aztecas y concheros. Muestra de ello, es que durante una entrevista, al preguntarle a uno de los concheros más antiguos a quien dirigen sus alabanzas, nos respondió que además del Santo, a Tláloc.

## Ubicación geográfica
Xochimilco, delegación del Distrito Federal desde el año 1976. Limita con Iztapalapa, Tláhuac, Milpa Alta y Tlalpan. En la jurisdicción de Xochimilco se hallan los Pueblos de San Andrés Ahuayucan, San Francisco Tlalnepantla, San Gregorio Atlapulco, San Lorenzo Atemoaya, San Lucas Xochimanca, San Luis Tlaxialtemalco, San Mateo Xalpa, Santa Cecilia Tepetlapa, Santa Cruz Acalpixca, Santa Cruz Xochitepec, Santa María Nativitas, Santa María Tepepan, Santiago Tepalcatlalpan, y Santiago Tulyehualco.
Se encuentra situada al sureste de la Ciudad de México entre las coordenadas: 19º15’ de latitud norte y 99º06’ de longitud oeste; con una altitud de 2,240 m.s.n.m., tomando como punto de referencia el antiguo edificio delegacional.

## San Gregorio Atlapulco, un pueblo con identidad
La fiesta del 2 de febrero denominada comúnmente día de la Candelaria era celebrada anteriormente el día 14 del mismo mes y se conocía como Epifanía (que significa purificación de la Virgen María).
En el pueblo de San Gregorio comienza un día anterior con la velación de la virgen de la Candelaria. La iglesia es decorada con adornos de papel y flores de color violeta; la Virgen nunca esta en la iglesia excepto el 1 y 2 de febrero, el resto de los días se encuentra en una casa del pueblo, la familia la puede pedir y se le da por un año al igual que el niño Dios de la iglesia.
Los concheros son los que se encargan de ir por la Virgen a la casa de la familia para llevarla a la iglesia con música y rezos (se repite la acción para entregarla a otra familia el 2 de febrero). Con respecto a los niños Dios; se llevan a la iglesia vestidos y en la madrugada reciben las mañanitas con mariachis y entonan valses para la Virgen y los niños Dios, en esta actividad participan: danzantes, los concheros que realizan cantos y rezos, y los padrinos. Al terminar la velación los niños Dios se retiran y la Virgen se queda sola.
El 2 de febrero, desde muy temprano comienza el movimiento, las señoras van al molino a moler chiles y especies para preparar el mole y la masa para los tamales, hay quienes matan a guajolotes o gallinas para la ocasión. Todas estas actividades deben ser terminadas antes del mediodía, ya que a esa hora (12:00) comienza la misa de la Virgen y los niños Dios.
Un poco antes de las 12:00 comienza a llegar la gente con sus niños (se puede apadrinar a más de uno); los niños Dios pueden ser vestidos según la preferencia del padrino, pero según la tradición, si es la primera vez que se va a bendecir se viste del niño de las palomas porque es la llegada del espíritu santo, ya los años siguientes se puede utilizar cualquier otro atuendo; en lo que comienza la misa el mariachi toca valses para los festejados.
Aparte de que la gente lleva a sus niños Dios a misa, también llevan semillas a bendecir como: maíz, frijol, trigo, chayote, calabaza, entre otras, con el fin de que les vaya bien en su cosecha y nunca les falte. También llevan veladoras, imágenes y huevos.
La segunda fiesta grande es la del Santo del barrio de San Andrés, esta se celebra el 30 de noviembre. Se cree que se festeja en honor al Santo pero realmente se festeja la conmemoración de la fundación. Los habitantes del barrio comienzan los preparativos y las recaudaciones 2 o 3 meses antes para los fuertes gastos de la fiesta. Ya llegado el día las familias se preparan desde temprano con la comida, posteriormente se van al jaripeo, hay fuegos artificiales y durante la noche hay baile en ambas capillas. En San Andrés el bajo es baile para jóvenes y en San Andrés el alto para los adultos, también se dice que es ocasión obligada de embriaguez colectiva.
Otra fiesta grande es la del Santo Patrono del pueblo San Gregorio el Magno que se celebra el 12 de marzo. En esta fiesta las dos manzanas del pueblo pelean la supremacía por ver quién hace la mejor fiesta, a la primera manzana le toca el primer día y a la segunda el segundo día. A los nueve días termina la fiesta con una misa en nombre del Santo Patrón. Otro aspecto que es parte de la identidad del pueblo es la palabra “chicuarote” que tiene dos significados: chile y necio o terco. 
A las doce da comienzo la misa en conmemoración de la virgen y posteriormente se celebra la misa en honor al niño Dios (en el atrio de la iglesia se pone un templete donde se coloca al niño Dios); el nuevo mayordomo del niño Dios de cada barrio va por el niño con flores, globos y música a la casa del mayordomo saliente, ya que fueron por él entran a la iglesia por la puerta principal con sus estandartes y pancartas con el nombre del barrio (esto sucede afuera de la iglesia durante la misa de la Virgen).
- Wikimedia Commons alberga una categoría multimedia sobre San Gregorio Atlapulco.

## Libro voces de San Gregorio Atlapulco
https://librovocesdesangregorioatlapulco.files.wordpress.com/2014/11/libro-a-san-gregorio.pdf